# Барлоу (Кентуккі)
Барлоу (англ. Barlow) — місто (англ. city) в США, в окрузі Баллард штату Кентуккі. Населення — 653 особи (2020).

## Географія
Барлоу розташований за координатами 37°3′3″ пн. ш. 89°2′42″ зх. д. / 37.05083° пн. ш. 89.04500° зх. д. (37.050790, -89.044991).  За даними Бюро перепису населення США в 2010 році місто мало площу 1,43 км², з яких 1,43 км² — суходіл та 0,00 км² — водойми.

## Демографія
Згідно з переписом 2010 року, у місті мешкало 675 осіб у 309 домогосподарствах у складі 182 родин. Густота населення становила 472 особи/км².  Було 356 помешкань (249/км²).
Расовий склад населення:
| - 91,9 % — білих - 4,0 % — чорних або афроамериканців - 0,1 % — азіатів |

До двох чи більше рас належало 3,6 %. Частка іспаномовних становила 1,3 % від усіх жителів.
За віковим діапазоном населення розподілялося таким чином: 23,9 % — особи молодші 18 років, 57,6 % — особи у віці 18—64 років, 18,5 % — особи у віці 65 років та старші. Медіана віку мешканця становила 39,5 року. На 100 осіб жіночої статі у місті припадало 87,0 чоловіків;  на 100 жінок у віці від 18 років та старших — 80,4 чоловіків також старших 18 років.
Середній дохід на одне домашнє господарство  становив 34 433 долари США (медіана — 25 000), а середній дохід на одну сім'ю — 39 882 долари (медіана — 41 023). Медіана доходів становила 25 694 долари для чоловіків та 27 500 доларів для жінок. За межею бідності перебувало 36,9 % осіб, у тому числі 51,2 % дітей у віці до 18 років та 12,5 % осіб у віці 65 років та старших.
Цивільне працевлаштоване населення становило 229 осіб. Основні галузі зайнятості: виробництво — 17,9 %, роздрібна торгівля — 16,6 %, будівництво — 12,2 %, освіта, охорона здоров'я та соціальна допомога — 10,5 %.